# Kistőke megállóhely
Kistőke megállóhely a MÁV vasúti megállóhelye a Csongrád-Csanád vármegyei Szentes városban. A megállóhelyet a MÁV 130-as számú Szolnok–Hódmezővásárhely–Makó-vasútvonala érinti. A város északi határszéle közelében található, közúti megközelítési útvonala nincs.

## Története
2023. június 17-étől a menetrend szerinti személyszállító vonatok nem állnak meg a megállóhelyen.

## Vasútvonalak
A megállóhelyet az alábbi vasútvonalak érintik:
- Tiszatenyő–Hódmezővásárhely–Makó-vasútvonal

## Kapcsolódó állomások
A megállóhelyhez az alábbi állomások vannak a legközelebb:
- Nagytőke vasútállomás
- Hékéd megállóhely

## Forgalom
| Járat        | Útvonal | Gyakoriság |
| ------------ | --- | ---------- |
| személyvonat | Szolnok – Szajol – Tiszatenyő – Kengyel – Bagimajor – Martfű – Tiszaföldvár – Homok – Kungyalu – Kunszentmárton – Nagytőke – (Kistőke –) Hékéd – Szentes | Napi 1 pár |